# Милн, Кристофер Робин
Кри́стофер Ро́бин Милн (англ. Christopher Robin Milne; 21 августа 1920, Челси — 20 апреля 1996, Тотнес) — мемуарист, сын английского писателя Алана Милна, ставший прототипом Кристофера Робина в сборнике рассказов про Винни-Пуха.

## Биография

### Детство
Кристофер Робин родился на Мэллорд-стрит в Челси в 8 часов утра в семье писателя Алана Милна и его жены Дороти. Родители думали, что родится девочка, и заранее придумали ей имя Розмари. «Мы действительно больше хотели, чтобы была Розмари, но надеюсь, что с этим джентльменом мы будем просто счастливы», — сказал Алан спустя несколько дней после рождения сына Бидди Уорену. Когда выяснилось, что родился мальчик, Алан и Дороти решили назвать его Билли, но потом передумали, так как это имя, по их мнению, звучало неофициально. В итоге они решили дать ребёнку два имени, по одному от каждого родителя. И хотя официально мальчик был назван Кристофером Робином, родители всё равно часто называли его Билли. Когда мальчик начал говорить, у него не получалось правильно выговорить свою фамилию Милн, и вместо этого выходило Мун, из-за этого родители часто называли его «Билли Мун». Став постарше, мальчик часто представлялся только как Кристофер Милн. Через пять лет после рождения Кристофера Милны переехали в загородный дом Котчфорд-Фарм в Хатерфилде. В раннем детстве волосы Кристофера были каштановыми, из-за чего его тёзка в диснеевских экранизациях всегда изображён брюнетом. По мере взросления волосы Кристофера начали светлеть, как у Алана.

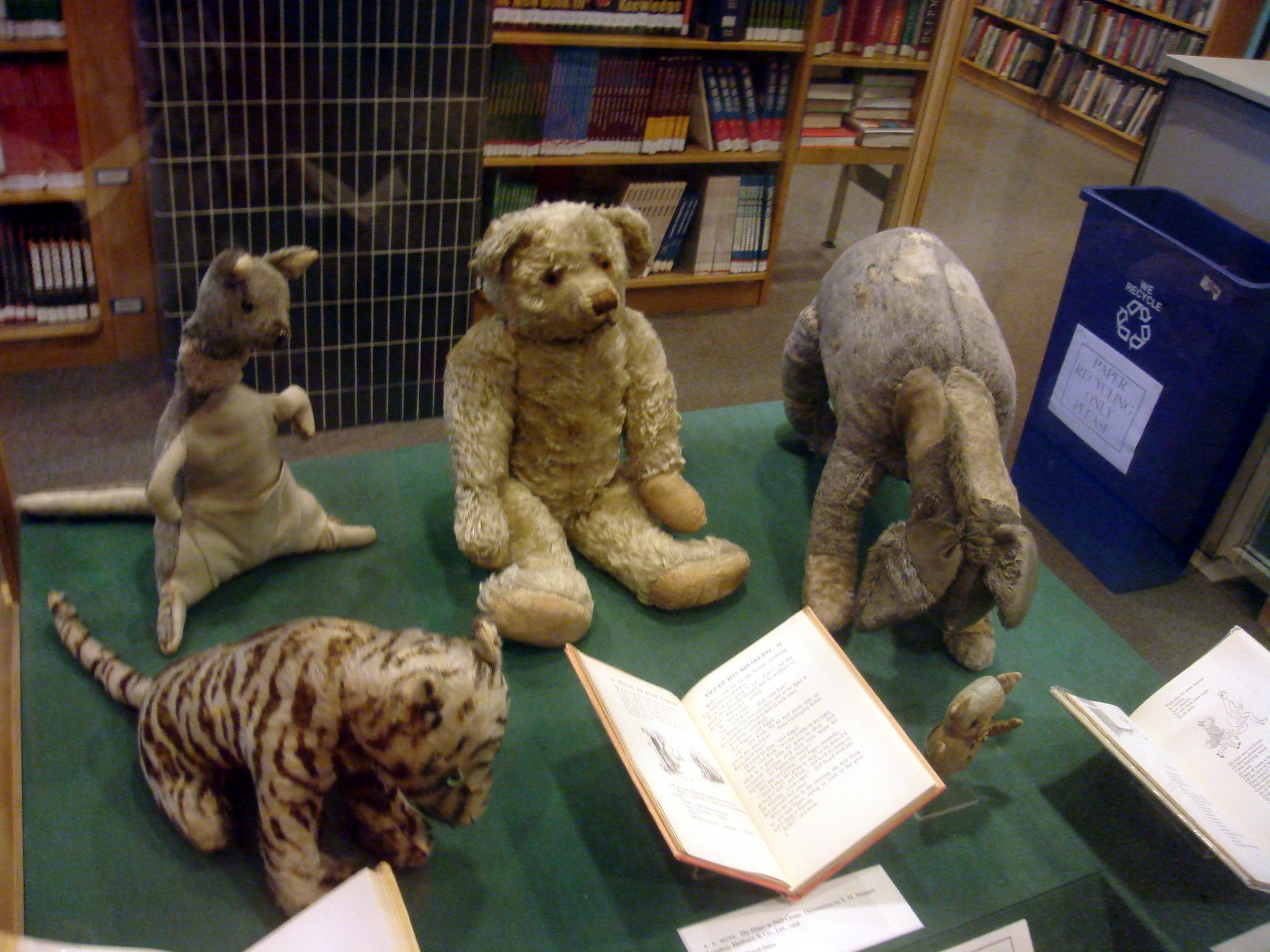

На свой первый день рождения он получил от отца в подарок «медвежонка Тэдди» лондонской фирмы «Фарнелл» (англ. Alpha Bear), которого он назвал Эдвардом. Этот игрушечный медведь не только стал постоянным спутником мальчика, но и, наряду с реальной медведицей Винни, которую Милны видели в лондонском зоопарке, в конечном счете послужил вдохновением к созданию главного героя книг про Винни-Пуха. Игрушечный медведь был приблизительно в два фута высотой, имел светлую окраску, и у него часто выпадали глаза.

Кристофер со своим отцом Аланом и Винни-Пухом, 1926 год

Брак Алана и Дороти был не особо счастливым, а их любовь — довольно односторонней (Дороти, по сути, никогда не скрывала, что вышла замуж за Алана из чистого расчёта). Кристофер всё детство провёл на попечении своей няни — Оливии Ренд-Брокуэлл (в стихотворении Милна «Королевский дворец» она названа Элис). Хотя Алан к моменту рождения сына утратил интерес к ортодоксальному христианству и Кристофера так никогда и не крестили, он разрешил Оливии дать мальчику религиозное воспитание. Общение же с родителями ограничивалось лишь краткими моментами после завтрака, во время чая и вечером, перед сном — Алан всё время проводил в своём кабинете за рукописями, а Дороти интересовалась сыном очень редко, предпочитая ему светскую жизнь. Став постарше, Кристофер стремился проводить с родителями больше времени, но поскольку Алан и Дороти сами проводили свободное время порознь, то Кристофер старался это время чередовать между ними. Барри Ган в биографической статье «Алан Милн: Винни-Пух и прочие неприятности» писал, что родители и их брак до конца жизни оставались для Кристофера загадкой. Оливия ушла от Милнов, когда Кристоферу было 9 лет.
Общение с отцом стимулировало интерес Кристофера к математике и крикету, а также к пацифизму. Хотя Кристофер был весьма умён для мальчика своего возраста, сам он позднее очень критически отзывался о своих умственных способностях — он мог запросто решить сложную математическую задачу, но потерпеть неудачу при попытке решить простую. Его природная застенчивость в конечном итоге привела к тому, что интерес к крикету со временем сник, а любовь к математике растаяла, когда он поступил в Кембридж. Во многих своих письмах и интервью Кристофер указывает, что Алан не умел ладить с детьми (по его словам, умение общаться с детьми является даром, которого его отец был лишён), и что сам он с отцом в детстве близок не был. Впрочем, в 1931 году Дороти на три года уехала в США к некому американскому любовнику, что, наконец, позволило Кристоферу и Алану сблизиться и позже Кристофер вспоминал тот период своей жизни с ностальгией. При общении с мамой у него обнаружились способности к ручной работе. Мальчик имел набор инструментов, с помощью которых занимался своим любимым (в возрасте 7 лет) занятием — разборкой и сборкой замка на двери детской. К десяти годам он разобрал большие часы с маятником и переделал своё игрушечное духовое ружьё, которое теперь могло стрелять «настоящими» зарядами.
Близким другом детства Кристофера была Анна Дарлингтон, которая была на восемь месяцев его старше. Анна с Кристофером стали героями нескольких стихотворений в сборнике «Теперь нам шесть» (англ. Now We Are Six). Как и у Кристофера, у которого был медведь Эдвард, у Анны также была любимая игрушка — обезьянка Джамбо. Осталось неизвестным, собирался ли Алан ввести Джамбо в качестве персонажа в книги о Винни-Пухе. Спустя много лет Кристофер рассказывал, что его родители испытывали к Анне некий интерес, потому что видели в ней образ той дочери, которую ожидали до его рождения.
К тому моменту, когда Алан, благодаря книгам о Винни-Пухе, получил массовую популярность и признание, медведь Эдвард уже не был любимой игрушкой Кристофера, но ему приходилось держать его у себя в комнате и позировать с ним для журналистов.

### Школьные годы
В шесть лет Кристофер пошёл в школу Мисс Уолтерс, где было совместное обучение мальчиков и девочек.
В детстве Кристоферу нравилось помогать отцу в создании книг. Помимо Винни-Пуха он также стал прототипом нескольких героев стихотворений в сборниках «Когда мы были совсем маленькими» (англ. When We Were Very Young) и «Теперь нам шесть», который написал Алан. Один раз Кристофер организовал для своих родителей небольшую игру, в которой воспроизвёл несколько историй с его героем и его друзьями. Вплоть до того, как он пошёл в школу, Кристоферу, по его собственным словам, «вполне нравилось быть Кристофером Робином и быть известным», однако, в лондонской школе Гиббса с раздельным обучением, в которую он поступил в 1929 году, над ним начали издеваться одноклассники, которые дразнили его цитатами из книги и особенно из стихотворения «Vespers» (Вечерняя молитва), где была такая строчка «Hush! Hush! Whisper who dares! Christopher Robin is saying his prayers» (рус. Тише! Кто шепчется там и мешает? Кристофер Робин молитву читает). Вполне вероятно, что здесь злую шутку сыграло религиозное воспитание Оливии. В результате Кристофер с возрастом стал постепенно ненавидеть ту славу, которую он приобрёл благодаря творчеству отца.
В 9 лет Кристофер перешёл в другую школу для мальчиков Стоуи в Бакингемшире, где начал заниматься боксом, чтобы давать отпор на колкости одноклассников. В 1939 году он выиграл стипендию на изучение английского языка в Тринити-колледже в Кембридже.

### Дальнейшая жизнь
Когда началась Вторая мировая война, Кристофер прекратил свои занятия и попытался вступить в ряды английской армии, но не прошёл медицинскую комиссию. Тогда его отец, используя своё влияние, добился, чтобы Кристофера зачислили инженером во второй учебный батальон Корпуса Королевской Инженерии. В июле 1942 года Кристофер, получив звание офицера, был сначала отправлен на Средний Восток, а потом — в Италию. Но даже служа за границей, Кристофер привлекал к себе внимание как сын Милна и поэтому ещё больше возненавидел творчество отца, так как считал это эксплуатацией своего детства. Кристоферу очень понравилась Италия, ему даже довелось увидеть последнее извержение Везувия. Здесь же у него случилась первая юношеская любовь — к итальяно-австрийке Гедде из группы ополченцев. Девушка училась в Венецианском университете, где изучала английский и выучила его, фактически, благодаря Кристоферу, который, в свою очередь улучшил свой итальянский. Во время итальянской кампании Кристофер был ранен в голову шрапнелью при бомбардировке моста, который он строил. И хотя это серьёзно не сказалось на его здоровье, но спустя 50 лет в его мозге были обнаружены мелкие металлические осколки. После ранения Кристофер был освобождён от службы в армии и вернулся в Кембридж, но перед этим успел признаться Гедде в любви и обещал вернуться к ней. Но когда он вернулся спустя шесть месяцев, их роман постепенно сошёл на нет. Последнее письмо от Гедды, в котором девушка поздравила его с помолвкой, он получил в 1948 году. По окончании учёбы Кристофер получил диплом бакалавра третьей степени по английскому языку.
7 апреля Кристофер был помолвлен со своей двоюродной сестрой Лесли Селинкурт, а 24 июля того же года они поженились. Родители Кристофера не одобрили этот брак, у Дороти были натянутые отношения с её братом Обри, отцом Лесли, и сама она хотела, чтобы её сын женился на подруге детства Анне Дарлингтон, а Алан испытывал беспокойство за будущих внуков из-за родственной связи между молодожёнами. Кристофер хотел стать, как и его отец, писателем, но послевоенное время было очень трудным для писателей, а имея только третью степень бакалавра, он не мог пробиться традиционными средствами. Кроме того, Кристофер осознавал, что как писателя его всегда будут сравнивать с отцом. Вдобавок Лесли тоже не очень нравился «Винни-Пух», поэтому любовь Кристофера к одноимённому персонажу испарилась окончательно. В 1951 году Кристофер с женой переехали в Дартмут, где открыли книжный магазин «Харбур». Дороти считала решение сына странным, поскольку Кристоферу не очень нравилось продавать книги и, следовательно, часто встречаться с поклонниками Винни-Пуха. И тем не менее, в течение многих лет Кристофер и Лесли управляли магазином без какой-либо помощи (например, гонораров от продажи книг про Винни-Пуха). В этот период жизни Кристофер окончательно избавился от природной застенчивости.
После того как отец серьёзно заболел, Кристофер изредка приезжал к родителям в Котчфорд-Фарм, но после его смерти не виделся с матерью целых пятнадцать лет, вплоть до её смерти; даже на смертном одре она отказалась видеть своего сына. Барри Ган в своей статье пишет, что нежелание Дороти видеться с сыном было вызвано тем, что на похоронах отца Кристофер шепнул ей на ухо что-то такое, что она тут же ударила его по лицу. После похорон Алана Кристофер больше не возвращался в Котчфорд-Фарм, а Дороти вскоре, распродав вещи мужа, продала и дом и перебралась в Лондон. Она скончалась в Хартфилде в Восточном Суссексе в 1971 году.
Спустя несколько месяцев после смерти отца в 1956 году у Кристофера родилась дочь Клэр Милн, у которой диагностировали детский церебральный паралич. В 52 года Кристофер, отдав бразды управления магазином Лесли, начал писать автобиографию, первая часть которой вышла в 1974 под названием «The Enchanted Places» (рус. Зачарованные места). В ней он рассказал о проблемах, с которыми ему пришлось столкнуться в детстве из-за Винни-Пуха. Вторая называлась «The Path Through The Trees» (рус. Путь сквозь деревья) и затрагивала те же темы, третья — «The Hollow On The Hill» (рус. Пустота на холме), — рассказывала о его философском взгляде на жизнь. Подлинные игрушки Кристофера, которые послужили прототипами героев книги, были им же пожертвованы Нью-Йоркской публичной библиотеке к недовольству большинства поклонников, однако Кристофер пояснил, что «они давно его не интересуют» — сам он довольно негативно относился к коммерциализации Винни-Пуха.

### Смерть и наследство
После того, как ему диагностировали миастению, Кристофер Робин Милн прожил ещё несколько лет и умер во сне 20 апреля 1996 года. После его смерти газета «The Observer» написала, что Кристофер был «убеждённым атеистом».
По инициативе вдовы Кристофера, Лесли Милн, в 2002 году был учреждён благотворительный «Фонд Клэр Милн» для помощи таким же больным детям, как их дочь Клэр, в Девоншире и Корнуолле: в него идёт значительная часть гонораров за использование образа Винни-Пуха, на которые имеет права Клэр Милн. Сама Клэр умерла 27 октября 2012 года в возрасте 56 лет от естественных причин из-за сердечной патологии.
Магазин «Харбур», который с момента открытия был единственным независимым магазином Дартмута, в сентябре 2011 года был закрыт его нынешними владельцами Роландом и Кэролайн Абрам, так как не выдержал конкуренции с интернет-магазинами и местным супермаркетом, а также из-за того, что нынешние владельцы здания, где он располагался, завысили арендную плату. Однако в декабре того же года поклонники скупили всё оборудование магазина и, став его новыми владельцами, открыли магазин в новом здании.

## Прототип персонажа

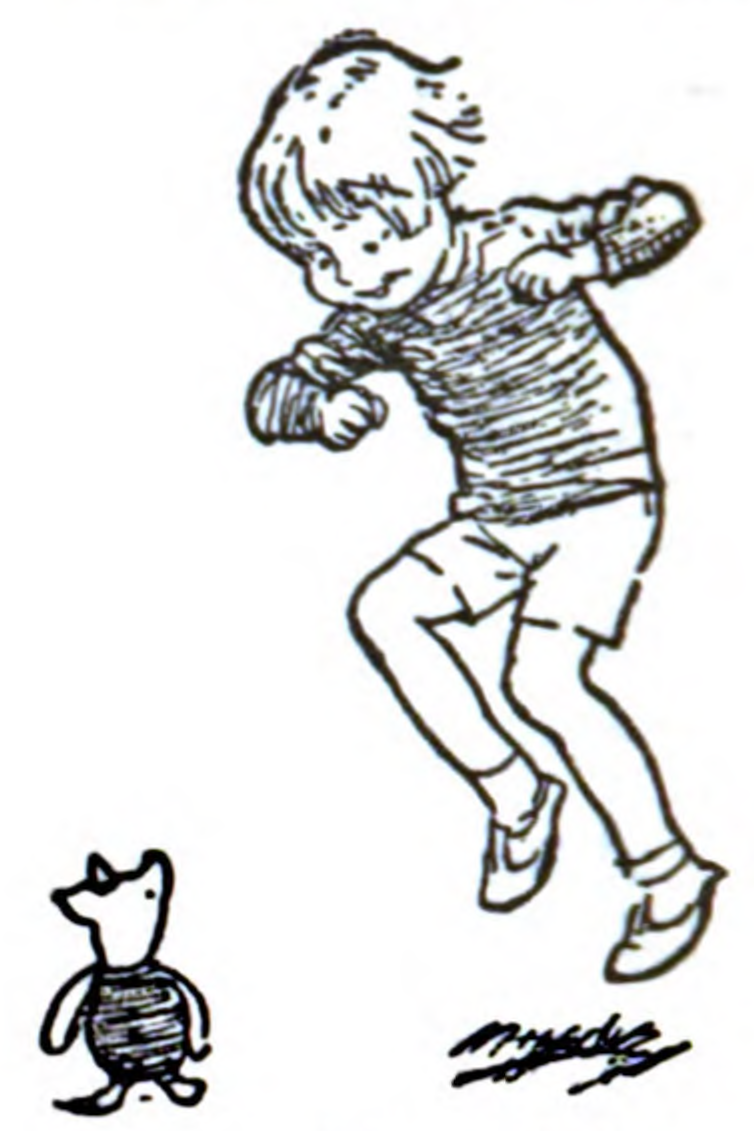
Кристофер Робин в первом издании книги, 1926

В своих автобиографических книгах К. Милн признавался в негативном отношении к популярности «Винни-Пуха» и главного героя: «Были две вещи, которые омрачили мою жизнь и от которых я должен был спасаться: слава моего отца и „Кристофер Робин“…». «Кристофера Милна всю жизнь преследовало творение его отца, и его принимали за Кристофера Робина в основном потому, что публика страстно желала поверить, что „зачарованное место“ существует».
Высказывались различные мнения о соотношении персонажа и его прототипа: так, согласно одной теории Кристофер послужил прототипом одновременно Кристофера Робина и Пятачка, который выражал его истинную суть — невротичного ребёнка, которого воспитывали как девочку.
Некоторым современникам то, как Милн описывал своего сына в стихах и книгах, казалось неискренним и спекулятивным. Так, П. Г. Вудхаус, который хорошо знал Милнов, высмеял стихи о Кристофере Робине в рассказе «Лирический приступ» (англ. Rodney Has a Relapse).

 — Тимоти-Пимоти Боббин?
 — Тимоти, так его так, Пимоти Б. Ни больше, ни меньше. Собственно, чему удивляться? Вирус поэзии всегда ищет слабое место. Родни — любящий отец. С сыном он сюсюкал давно, однако — в прозе. Следовало ожидать, что, когда зараза оживет, жертвой станет несчастный мальчик.
 — Какое позорное будущее он ему готовит! — сокрушался Уильям. — Через много лет, когда мой племянник будет играть в чемпионате, газеты напомнят, что это — Тимоти П. Боббин из знаменитых стихов…

## В культуре
В 2017 году был выпущен фильм «Прощай, Кристофер Робин», рассказывающий о жизни Алана Милна и его отношениях с Кристофером. Роль Кристофера сыграли Уилл Тилстон (Кристофер в детстве) и Алекс Лоутер (взрослый Кристофер).
В 2018 году был выпущен фильм «Кристофер Робин», рассказывающий о взрослой жизни литературного Кристофера. Кристофера сыграли Ортон О’Брайан (Кристофер в детстве) и Юэн Макгрегор (взрослый Кристофер).